# أوروكلوا ليرسية
الأوروكلوا الليرسية (باللاتينية: Urochloa leersioides) نوع نباتي يتبع جنس الأوروكلوا من الفصيلة النجيلية. سمي نسبة إلى جنس الليرسيا.

## البيئة والانتشار
موطنها مصر.

## مرادفات للاسم العلمي
- (باللاتينية: Panicum leersioides Hochst.)
- (باللاتينية: Brachiaria leersioides (Hochst.) Stapf)